# Ropica batchianensis
Ropica batchianensis är en skalbaggsart som beskrevs av Stefan von Breuning 1973. Ropica batchianensis ingår i släktet Ropica och familjen långhorningar. Inga underarter finns listade i Catalogue of Life.